# 柯潛
柯潛（1423年—1473年），字孟時，號竹巖，福建興化府莆田縣靈川柯朱村人，明朝政治人物。

## 生平
出生於農家，生性遲鈍，但勤勉好學，三年不出書亭。正統九年（1444年）甲子科福建鄉試舉人，十三年（1448年）戊辰科會試中副榜，景泰二年（1451年）辛未科一甲第一名進士（狀元）。授翰林院修撰，三年（1452年）升右春坊右中允，七年（1456年）升司經局洗馬，天順元年（1457年）改尚寶司少卿兼翰林院修撰，八年（1464年）升翰林院學士，成化三年（1467年）升詹事府少詹事，四年（1468年）慈懿太后崩，柯潛與修撰羅璟上章疏請祔葬於裕陵，七年（1471年）丁父母憂，同年改國子監祭酒，以終制未到任，九年（1473年）卒。

## 軼事
人稱壺公轉世，莆田諺語：“見了壺公山，聰明花開了”。

## 家族
祖父柯洪昌；父柯再興。從曾孫柯維騏以史學見長。